# Gert Specht
Gert Specht (* 7. Juli 1925 in Kiel; † 3. Dezember 2018 in Berlin) war ein deutscher Chirurg.

## Leben
Specht besuchte das Gymnasium Fridericianum Erlangen, nachdem sein Vater Fritz Specht 1934 auf den Erlanger Lehrstuhl für Hals-Nasen-Ohren-Heilkunde gekommen war. Im Frühjahr 1943 wurde Gert Specht als Soldat zum Heer eingezogen. Schwer verwundet, geriet er im April 1945 in russische Kriegsgefangenschaft. Von 1948 bis 1954 studierte er an der Universität Kiel. Unmittelbar nach dem Staatsexamen wurde er in Kiel zum Dr. med. promoviert. Da die Pflichtassistenten in Kiel keinen Lohn erhielten, ging er nach Hamburg, wo man den jungen Kollegen einen kleinen Zuschuss zu geben begonnen hatte. Ein dreiviertel Jahr war er bei Arthur Jores in der II. Medizinischen Klinik im Universitätsklinikum Hamburg-Eppendorf. Dort lernte er die Schwesternschülerin Marianne Masekowsky kennen. 1955 heiratete er sie. Wie für Pflichtassistenten in Schleswig-Holstein vorgeschrieben, war er drei Monate in einer Landpraxis tätig. Nachdem er 1955/56 am Hamburger Hafenkrankenhaus gewesen war, ging er im Juni 1956 an das Kreiskrankenhaus in Otterndorf. Chirurgie und Gynäkologie wurden dort unter der Leitung von Erich Staudt betrieben. Zweimal brachte Specht Neugeborene mit Fehlbildungen zu Fritz Rehbein nach Bremen. Dort konnte er bei ihrer operativen Versorgung zusehen. 

### Hamburg und Lübeck
Dadurch angeregt, ging er 1958 an das Altonaer Kinderkrankenhaus, das damals 400 Betten hatte. Für die 90 chirurgischen Betten unter Horst Knuth war Specht bald als Erster Assistent zuständig. Den vollen Jahresurlaub verbrachte er bei Fritz Rehbein in Bremen. Das Pflichtjahr in Innerer Medizin verbrachte er 1959/60 bei Klaus Hoffmann am Hamburgischen Krankenhaus Wintermoor. Bei den vielen Tuberkulosekranken war das Haus nach dem Krieg zu einer Lungenklinik mit 600 Betten (100 für Kinder) geworden. Ein oder zwei Mal in der Woche kam Friedrich Lichtenauer aus dem AK Harburg nach Wintermoor, um lungenkranke Kinder zu operieren. Specht half ihm. Er gab die Pläne einer Landarzttätigkeit auf und folgte Lichtenauers Einladung nach Harburg. Am 1. September 1960 begann sein elfjähriger Dienst an der angesehenen Harburger Klinik. Er operierte in der Allgemeinen Chirurgie, in der Unfallchirurgie und in der Urologie. Seit 1962 Facharzt für Chirurgie, durfte er nach drei Jahren den ersten Lungeneingriff durchführen und bald auch in Wintermoor operieren. Ende 1968 wurde er von der Medizinischen Akademie zu Lübeck gebeten, Helmut Remé beim Aufbau der Thoraxchirurgie zu helfen. Zugleich sollte er fortgeschrittenen Assistenzärzten bei größeren Baucheingriffen zur Seite stehen und die funktionelle Behandlung der Humerusbrüche (Poelchen, Specht) übernehmen. Dafür wurde er von Harburg für zwei Jahre beurlaubt. Nachdem Lichtenauer jedoch im Oktober 1969 tödlich verunglückt war, musste Specht die Harburger Klinik kommissarisch führen und die Tätigkeit in Lübeck einschränken. Sehr gut war 1970/71 die Zusammenarbeit mit Lichtenauers Nachfolger Volker Bay. 1970 habilitierte sich Specht in Lübeck.

### Berlin
Als Nachfolger von Richard Maatz wurde er im Oktober 1971 Chef im Auguste-Viktoria-Krankenhaus in Berlin-Schöneberg. Noch ein Jahr musste er an einem Tag der Woche nach Lübeck fahren: Nach der Frühvisite in Berlin mit British Airways von Tempelhof nach Hamburg, mit dem Leihwagen nach Lübeck, nach zwei bis drei Stunden zurück nach Berlin zur Röntgenbesprechung. In seiner Zeit als Ärztlicher Direktor (1972–1976) erhielt das Haus einen neuen OP-Trakt. Specht kam das bei seiner Neigung zu Architektur und Krankenhausbau entgegen. 1976 sorgte er für den Fortbestand der Berliner Chirurgischen Gesellschaft. 1978 zum apl. Professor ernannt, besuchte Specht auch oft die Chirurgentagungen in Ost-Berlin – aus Rücksicht auf die Kollegen inkognito. 1981 leitete er in West-Berlin die 127. Tagung der Vereinigung Nordwestdeutscher Chirurgen. Von 1982 bis 1984 gehörte er dem Präsidium der Deutschen Gesellschaft für Unfallheilkunde an. Von 1986 bis 1989 saß er im Präsidium der Deutschen Gesellschaft für Chirurgie. 1986/87 und 1990–1992 war er wieder Vorsitzender der Berliner Chirurgischen Gesellschaft. Durch den Zusammenschluss hatte sie mehr als 1000 Mitglieder. Nach Werner Körte und Ferdinand Sauerbruch war Specht erst der dritte Ehrenvorsitzende der ältesten Chirurgenvereinigung Deutschlands. Im November 1989, zur Zeit des Berliner Mauerfalls, trat Specht in den Ruhestand.

### Privates
Das Ehepaar bekam zwei Töchter und zwei Söhne, von denen einer beim Surfen im Mittelmeer ums Leben kam.
Durch einen Schlaganfall erheblich beeinträchtigt, lebte Specht mit seiner Frau zuletzt in einem Zehlendorfer Seniorenheim.